# Дорин дневник
Дорин дневник је књига из 1997. коју је написао новинар Ђермано Ћићо Сењановић.
Сењановић је био хумориста, сатиричар и један од оснивача сплитског недјељника Ферал Трибјун. У Фералу је на претпосљедњој страници објављивао сатиричке текстове под називом Дорин дневник. Текстови из 1994., 1995. и 1996. су објављени као књига - Дорин дневник.
Дора је луђакиња на слободи која има мужа који се зове Бршљан, а дјеца су јој Кавул (першун) и Карота (шаргарепа). Сви текстови, који имају чудне наслове, почињу са спомињањем јутра, често у форми Јутрос сам се пробудила... У текстовима има и дио који почиње са Једна моја пријатељица... у којима су описане немогуће и невјероватне ситуације на хумористичан начин, а црни хумор и сатира су константа у многим описима. У текстовима често има и дио, када Дора улази у кухињу и среће разне људе, описујући разговоре и ситуације које би се ту дешавале. Сењановић се није мирио са проусташким Туђмановим режимом, који је табуизирао многе личности, које су постале непожељне новој власти. Дорин дневник је тако био и пародија на лудило које је захватило друштво у Хрватској, у првој половини деведесетих година 20. вијека. Сењановић је инспирацију за Дору можда имао у Доротки Милорада Павића из Хазарског речника, пошто оба лика носе слично име и налазе се у сличним, чудним ситауцијама.
Неки од наслова текстова су: Грудњак за струк , Радио 101 Далматинац  , Очни папак  , Флора И флаута  , Моја прва сјекира  , Леукоцити за ноћ  , Уступак коњу , Душа у болу  , Ваљак среће  , Бацил на љетовању  , Србе с посла  , Замолио ме да га знам  , Млијеко с презервативом  , Бисквит за хркање  , Зидарски руж  , Ваза за шест особа  , Боја смећа  ...